# La Tremblade
La Tremblade là một xã trong tỉnh Charente-Maritime trong vùng Nouvelle-Aquitaine, tây nam nước Pháp. Xã La Tremblade nằm ở khu vực có độ cao từ 0-56 mét trên mực nước biển.